# Fannia howei
Fannia howei är en tvåvingeart som beskrevs av Adrian C. Pont 1977. Fannia howei ingår i släktet Fannia och familjen takdansflugor.
Artens utbredningsområde är Lord Howeön. Inga underarter finns listade i Catalogue of Life.